# Quam religiosa
Mit der Enzyklika Quam religiosa wandte sich Papst Leo XIII. am 16. August 1898 an das peruanische Episkopat und reagierte auf Änderungen des staatlichen Eherechtes.

## Inhalt
Der Papst bedauert die Entwicklung in Peru und beklagt, dass in Peru die bürgerliche Ehe mit der katholischen Ehe gleichgestellt worden sei. Mit der bürgerlichen Ehe sei auch die Erlaubnis der „Mischehe“ verbunden worden. Damit werde die Autorität der Kirche untergraben und die christliche Familie gefährdet. Mit großem Nachdruck beschreibt er die Bedeutung der christlichen Ehe und ruft die Bischöfe zur Einhaltung der christlichen und katholischen Regeln auf.
In der abschließenden Exhortatio beschwört er die Bischöfe, sich intensiv um ihre „Herden“ zu bemühen. Sie sollen sich öffentlich zu den kirchlichen Doktrinen bekennen und ihre Stimme gegen die Gesetzesänderungen erheben.